# هبري أمين
أمين هبري هو لاعب كرة قدم فرانكو-جزائري، ولد في مقاطعة إيسون بفرنسا، يلعب في نادي وفاق سطيف الجزائري منذ 2011.

## مسيرته الكروية
- تكون في النادي العريق باريس سان جيرمان قبل أن يخوض تجربة مع نادي نانت وبعد ذلك أصبح محط أنظار العديد من الأندية من مختلف البطولات الأوروبية من إنجلترا وألمانيا وفرنسا وإسبانيا، فقرر خوض تجارب مع نادي أتليتيكو مدريد مع الفريق الثاني في البداية لكن المسيرين أعجبو به وشارك في تدريبات الفريق الأول المدجج بالنجوم، ولكن اللاعب لم يمض مع النادي نظرا لعدم اتفاق الطرفين على العقد، ولا زال اللاعب متابعا من عديد الأندية الأوروبية والفرنسية لحد الآن.
- وبعد تجربته الأوروبية فقد أمين هبري ثقته بعد نزوله لمستوى نادي باولم السويسري ولكنه سرعان ماتنقل إلى الجزائر وأمضى عقدا لثلاث سنوت مع نادي وفاق سطيف لإعادة إحياء مسيرته الذهبية من جديد بالرغم من أنه في مقتبل العمر.

## مع المنتخب
- أمين هبري لاعب جزائري شارك في كل الفئات العمرية للمنتخب الجزائري فالبداية مع منتخب تحت 17 سنة ثم منتخب تحت 20 سنة ثم استدعاه عزالدين أيت جودي لمنتخب الجزائر الأولمبي في مباراة تونس التحضيرية ولكنه سرعان مأقصاه منه بسبب محدودية لعبه على حسب المدرب الوطني ولكنه ما زال فاتحا باب موسعا لكل لاعب شاب جزائري للعودة للمنتخب الأولمبي.